# Red Dead Redemption 2
Red Dead Redemption 2 es un videojuego de acción-aventura de mundo abierto desarrollado y publicado por Rockstar Games. El juego es la tercera entrada de la serie Red Dead y una precuela del juego Red Dead Redemption de 2010. La historia está ambientada en una representación ficticia de los Estados Unidos en 1899 y sigue las hazañas de Arthur Morgan, un forajido y miembro de la pandilla Van der Linde, que debe lidiar con el declive del Salvaje Oeste mientras intenta sobrevivir contra las fuerzas gubernamentales, pandillas rivales y otros adversarios. El juego se presenta a través de perspectivas en primera y tercera persona, y el jugador puede recorrer libremente su mundo abierto interactivo. Los elementos del juego incluyen tiroteos, robos, caza, paseos a caballo, interacción con personajes que no son jugadores y mantener el índice de honor del personaje a través de elecciones y hechos morales. Un sistema de recompensas gobierna la respuesta de las fuerzas del orden y los cazarrecompensas a los crímenes cometidos por el jugador.
El desarrollo del juego duró más de ocho años, comenzando poco después del lanzamiento de Red Dead Redemption, y se convirtió en uno de los videojuegos más caros jamás creados. Rockstar reunió a todos sus estudios en un gran equipo para facilitar el desarrollo. Se inspiraron en lugares reales en lugar de películas o arte, y se centraron en crear un reflejo preciso de la época con los personajes y el mundo del juego. El juego fue el primero de Rockstar creado específicamente para consolas de octava generación, después de haber probado sus capacidades técnicas al portar Grand Theft Auto V. La banda sonora del juego incluye una partitura original compuesta por Woody Jackson y varias pistas vocales producidas por Daniel Lanois. El desarrollo incluyó un cronograma estricto de semanas de 100 horas, lo que generó informes de horas extras obligatorias y no remuneradas. Red Dead Online, el modo multijugador en línea del juego, permite que hasta 32 jugadores participen en una variedad de modos de juego cooperativos y competitivos.
Red Dead Redemption 2 se lanzó para PlayStation 4 y Xbox One en octubre de 2018, y para Windows y Stadia en noviembre de 2019. Rompió varios récords y tuvo el segundo lanzamiento más grande en la historia del entretenimiento, generando 725 millones de dólares en ventas desde su primer fin de semana y superando las ventas de toda la vida de Red Dead Redemption en dos semanas. El juego recibió elogios de la crítica, con elogios dirigidos a su historia, personajes, mundo abierto, gráficos, música y nivel de detalle, pero algunas críticas a su esquema de control y énfasis en el realismo sobre la libertad del jugador. Ganó más de 175 premios al Juego del año y recibió muchos otros elogios de entregas de premios y publicaciones de juegos. Se considera uno de los títulos más importantes de las consolas de octava generación y uno de los mejores videojuegos jamás creados. Es uno de los videojuegos más vendidos, con más de 74 millones de copias enviadas.

## Jugabilidad
Al igual que la primera entrega, Red Dead Redemption 2 es un juego de acción y aventura, jugado tanto como primera como tercera persona, ambientado en el lejano oeste estadounidense y desarrollado en un entorno de mundo abierto con una versión ficticia del oeste, el medio oeste y el sur de los Estados Unidos en 1899, durante la segunda mitad de la era del Salvaje Oeste y el final de la era, a comienzos del siglo XX. El juego presenta componentes para un jugador y para jugadores múltiples en línea, este último lanzado bajo Red Dead Online. Durante la mayor parte del juego, el jugador controla al forajido Arthur Morgan, un miembro de la banda dirigida por Van der Linde, mientras completa numerosas misiones (escenarios lineales con objetivos establecidos) para progresar en la historia. Durante el epílogo del mismo, el jugador controla a John Marston, protagonista del primer videojuego. Fuera de las misiones, el jugador (tanto con Morgan como con Marston) puede recorrer libremente su mundo interactivo. El jugador puede participar en combates y duelos con enemigos usando ataques cuerpo a cuerpo, armas de fuego, objetos arrojadizos o explosivos. El combate se ha refinado del predecesor del juego, y las nuevas mecánicas notables consisten en doble empuñadura y la capacidad de usar un arco. A diferencia del juego anterior, el jugador tiene la capacidad de nadar (excepto cuando se juega con John), si bien la acción es limitada y depende de la fortaleza y aguante que tenga.
Red Dead Redemption 2 tiene un imponente mapa de tierras, en su gran mayoría no exploradas en el primer videojuego, en el que se incluyen nuevas ciudades, elementos, ranchos, granjas, fauna salvaje, diversos paisajes (desde desierto a meseta, de montaña a ambiente forestal hasta lagunas, pantanos y marismas), viajeros ocasionales y bandidos. Los caballos son las principales formas de transporte, habiendo para ello diversas razas, cada una con diferentes atributos. El jugador debe entrenar o domesticar a un caballo salvaje para usarlo, a excepción de los caballos robados; sin embargo, deben ensillar un caballo para adquirir la propiedad sobre él. El mayor uso de un caballo comenzará un proceso de unión, que puede aumentarse limpiándolo y alimentándolo, y el jugador adquirirá ventajas a medida que montan su caballo. Las diligencias y los trenes también se pueden usar para viajar. El jugador puede secuestrar un tren o diligencia entrante amenazando al conductor o los pasajeros y luego robar su contenido o los pasajeros.
El jugador también puede presenciar o participar en eventos aleatorios encontrados al explorar el mundo del juego. Estos incluyen emboscadas, crímenes cometidos por otras personas, peticiones de ayuda, tiroteos, ejecuciones públicas y ataques de animales. Por ejemplo, a medida que el jugador explora el Salvaje Oeste, puede encontrar personas específicas en peligro. Si el jugador decide ayudarlos, estarán agradecidos y pueden recompensar al jugador si los cruzan nuevamente. El jugador también puede participar en actividades paralelas, que incluyen pequeñas tareas con compañeros y extraños, duelos, caza de recompensas, búsqueda de tesoros u otros objetos coleccionables en el mapa, como grabados en roca, y jugar al póker, blackjack, dominó o juegos de cuchillos. La caza de animales también juega un papel importante en el juego, ya que proporciona alimentos, ingresos y materiales para elaborar objetos. Al cazar, el jugador debe tener en cuenta varios factores, incluida la elección del arma y la ubicación del disparo, que afectan la calidad de la carne y la piel y, posteriormente, los precios que los comerciantes están dispuestos a pagar. El jugador puede despellejar al animal inmediatamente o cargar la carcasa, que se pudrirá con el tiempo y disminuirá su valor y atraerá a los depredadores.
El juego se centra principalmente en la elección del jugador para la historia y las misiones. Ciertos momentos de la historia le darán al jugador la opción de aceptar o rechazar misiones adicionales y modelar ligeramente la trama en torno a sus elecciones. El jugador puede comunicarse con cualquier personaje que no sea jugador (NPC) en formas dinámicas nuevas en la serie. El jugador puede elegir diferentes árboles de diálogo con NPC, como tener una conversación amistosa (preguntas) o insultarlos (provocación). Si el jugador elige matar a un NPC, puede saquear su cadáver. Red Dead Redemption 2 recupera el sistema de Honor de su predecesor midiendo cómo se perciben las acciones del jugador en términos de moralidad. Las elecciones y acciones moralmente positivas, como ayudar a extraños, acatar la ley y preservar a los oponentes en un duelo, se sumarán al Honor del jugador. Sin embargo, las acciones negativas como el robo y el daño a inocentes restarán el mismo. La historia está influenciada por Honor, ya que el diálogo y los resultados para el jugador a menudo difieren según su nivel de Honor. Alcanzar hitos para el nivel de Honor del jugador otorgará beneficios únicos, como recompensar al jugador con atuendos especiales y grandes descuentos en las tiendas. Un nivel de Honor bajo también es beneficioso, ya que el jugador recibirá una mayor cantidad de artículos de cadáveres saqueados. Además, habrá algunas misiones especiales sólo si se tiene un buen nivel de honor.
Mantener a Arthur y John es importante, ya que pueden sufrir condiciones que afectan sus atributos de salud y resistencia. Además de una barra de salud y resistencia, el jugador también tiene núcleos, que afectan la velocidad a la que se regeneran su salud y resistencia. Por ejemplo, usar ropa más cálida significará que evitarán congelarse en un ambiente frío, pero usarlas en un ambiente cálido provocará la transpiración. La congelación o el sobrecalentamiento drenarán rápidamente los núcleos. El jugador también puede ganar o perder peso dependiendo de cuánto coma; un personaje con bajo peso tendrá menos salud pero con un aumento de resistencia, mientras que un personaje con sobrepeso podrá absorber mejor el daño pero tendrá menos resistencia. El jugador puede comer y dormir para reponer sus núcleos. El jugador puede bañarse para mantenerse limpio y puede visitar a un barbero para cambiar los peinados; creciendo el pelo y la barba también de manera realista (aumentado tomando estimulante para el pelo) con el tiempo. El juego presenta degradación de armas, que requieren cuidados y limpieza para mantener su rendimiento. Cuando el jugador usa un cierto tipo de arma durante un largo período de tiempo, adquiere más experiencia con ella, lo que mejora el manejo del arma, reduce el retroceso y aumenta la velocidad de recarga.
Los tiroteos son una mecánica esencial en el juego. El jugador puede ponerse a cubierto, apuntar libremente y apuntar a una persona o animal. Las partes individuales del cuerpo también pueden ser atacadas para derribar objetivos sin matarlos. Cuando el jugador dispara a un enemigo, las reacciones y movimientos de IA del juego dependen de dónde fueron golpeados. Las armas consisten en pistolas, revólveres, repetidores, rifles, escopetas, arcos, explosivos, lazos, pistolas Gatling y armas de cuerpo a cuerpo como cuchillos y hachas de guerra. Red Dead Redemption 2 retoma la mecánica de marca registrada de la franquicia: el Dead Eye, un sistema de selección de objetivos que permite al jugador reducir el tiempo y marcar objetivos. Una vez que finaliza la secuencia de objetivos, el jugador dispara a cada ubicación marcada en un espacio de tiempo muy corto. El sistema Dead Eye se actualiza a medida que el jugador progresa en el juego y le otorga más habilidades, como ser capaz de detectar los puntos fatales de sus enemigos.
El sistema de recompensas también vuelve a estar presente en el videojuego. Cuando un jugador comete un delito, los testigos corren a la estación de policía más cercana para que la ley intervenga, y el jugador debe detener al testigo para evitar repercusiones. Una vez que se alerta a la ley, los agentes aparecen y comenzarán a investigar. Cuando el jugador es atrapado, el medidor de "Se busca" aparece con una recompensa enviada sobre su cabeza, que puede variar desde unos pocos dólares hasta el peor escenario en el que se le busca "Vivo o muerto". La recompensa aumenta a medida que el jugador comete más crímenes, y se enviarán más agentes de la ley para cazarlos. Si el jugador ha cometido delitos graves y luego logra escapar de la ley, se contratarán cazadores de recompensas para rastrearlos en el desierto. Para escapar de la aplicación de la ley, el jugador debe evadir una zona circular roja en el mapa y el medidor deseado se agotará lentamente. Alternativamente, pueden esconderse de los perseguidores o matarlos. Ya sea que el jugador escape o sea capturado, la recompensa permanecerá en su cabeza, los hombres de la ley y los civiles estarán más atentos, y las regiones donde se cometieron los crímenes estarán en bloqueo. Cuando es atrapado por hombres de la ley, el jugador tiene la oportunidad de rendirse si está desarmado y a pie, aunque los cazarrecompensas no aceptarán la rendición si se sabe que el jugador se escapa de los intentos de captura. El jugador solo puede eliminar su recompensa pagándola en una oficina de correos.

## Desarrollo

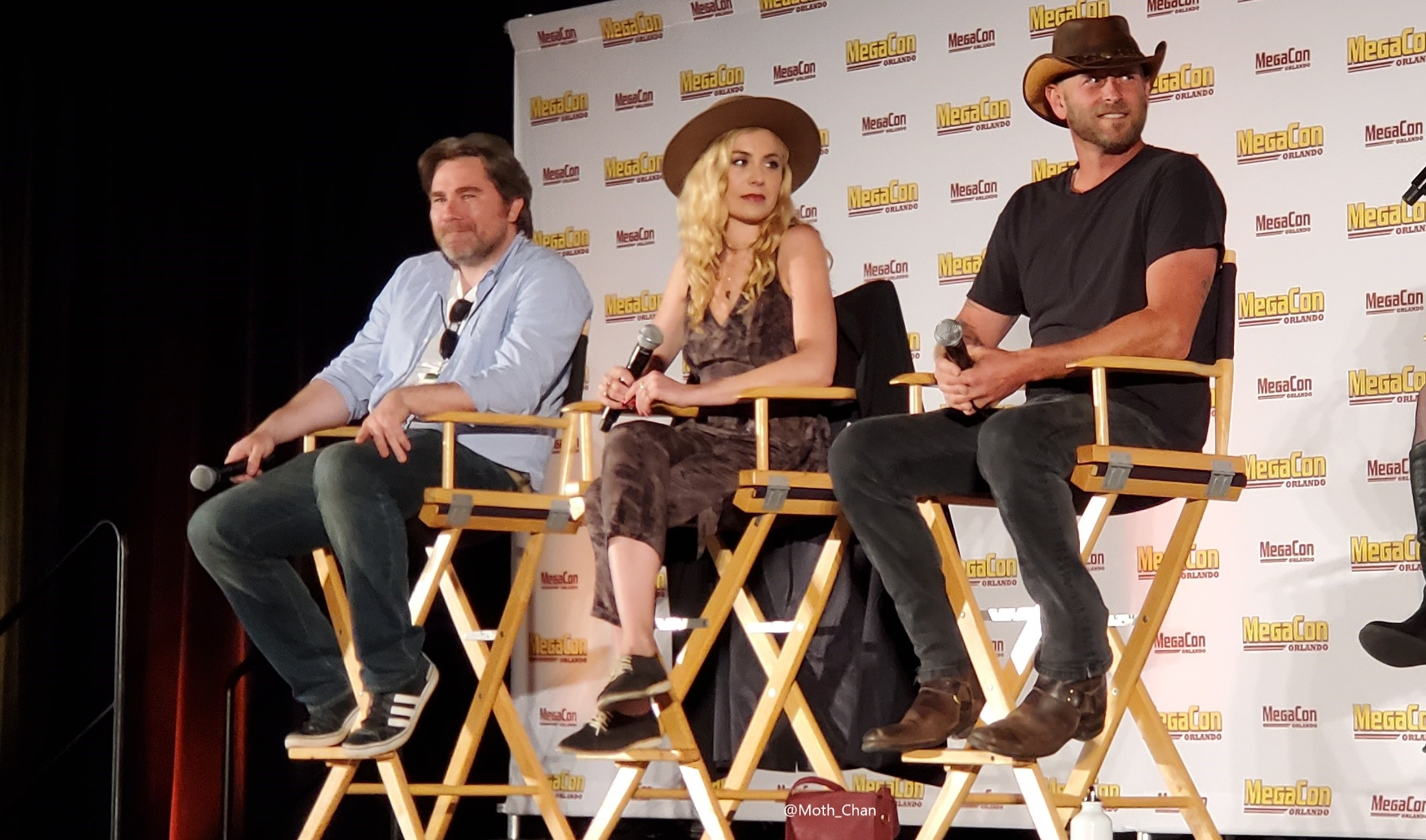
Algunos de los actores de doblaje del juego, Roger Clark (Arthur), Alex McKenna (Sadie) y Rob Wiethoff (John), en la MegaCon de Orlando en 2019.

El trabajo de Red Dead Redemption 2 comenzó en 2010, cuando la producción del primer juego había finalizado. Rockstar empleó a 1.200 actores para interpretar a sus personajes, 700 de ellos con diálogo. Cada personaje no jugable posee su propia personalidad y carácter y la posibilidad de interactuar con ellos; habiéndose escrito unas 80 páginas de guion para cada uno. Para crear a los caballos, se estuvieron estudiando animales reales durante años, buscando que la personalidad de cada raza defina su comportamiento y características.
Woody Jackson, compositor que ya dirigió la banda sonora de Red Dead Redemption, repitió nuevamente a los mandos de la precuela, comenzando las sesiones de grabación en 2015. Se estima que el videojuego tiene unas 65 horas de duración, 2.200 días de captura de movimiento, un guion de 2,4 metros de altura, 500.000 líneas de diálogos y 300.000 animaciones. Se han llegado a eliminar unas 5 horas de contenido y misiones, incluyendo un interés amoroso adicional al que sí permanece. En una nota de agradecimiento de la compañía a sus empleados, se ha confirmado que han participado en el desarrollo del título más de 3.000 personas.
El 16 de octubre de 2016, Rockstar Games cambió su portada en Twitter a un color distinto, parecido a lo que se veía en el primer Red Dead Redemption. Dos días después, anunciaron oficialmente el videojuego, con su fecha de estreno fijada para el tercer trimestre de 2017. El día 20 de octubre, se lanzó el primer tráiler de Red Dead Redemption 2. Pese a la fecha de estreno inicial, el 22 de mayo de 2017 la compañía confirmó que su desarrollo se ampliaría, retrasándose su estreno para finales de 2018. El 28 de septiembre de 2017 lanzó su segundo tráiler. En febrero de 2018, se confirmó que la fecha definitiva sería el 26 de octubre de dicho año. A lo largo de 2018 se fue intensificando la presentación de material del videojuego. Su tercer tráiler salió a la luz el 2 de mayo. Las diferentes ediciones especiales fueron mostradas en junio, así como las guías en julio.
El 9 de agosto de 2018 se publicó su primer tráiler de jugabilidad, y a finales de mes se presentó su merchandising. A principios de septiembre, se mostraron 23 personajes que forman parte de la banda de Dutch van der Linde, con una combinación de arte, cita y pequeña biografía. A finales de ese mes también se presentaron las localizaciones, el modo en línea y la fauna. El 24 de septiembre, Sony presentó los diferentes packs que comercializaría de PlayStation 4 + Red Dead Redemption 2. Gracias a las imágenes del anuncio, se confirmó que los usuarios de dicha plataforma disfrutarían de contenido exclusivo mediante acceso anticipado, además de que la versión de PS4 Pro necesitaría 105Gb de instalación en el disco duro de la consola para poder jugarse.
El 1 de octubre se publicó el segundo tráiler de jugabilidad del videojuego. El 5 de octubre, Sony confirmó oficialmente su contenido de acceso anticipado, detallando sus características. El 12 de octubre se lanzó una presentación dedicada a las armas, de forma similar a las anteriores sobre localizaciones y fauna. El 18 de octubre se presentó su tráiler de lanzamiento. Además, a través de su servicio de soporte, confirmó los diferentes tamaños de instalación que tendría, dependiendo de la plataforma: en sus ediciones físicas, 99Gb para PS4 y 107 para Xbox One; con una cantidad adicional de otros 50Gb para PS4 en formato digital.
Tras algunas filtraciones de gente que poseía copias antes del estreno, o descripciones en línea del producto; se confirmó mediante fotografías que Red Dead Redemption 2 se comercializaría a través de 2 blu-rays, dado el tamaño del mismo; usando uno de ellos sólo como "disco de instalación" y el otro principalmente como "disco de juego". El 22 de octubre, Rockstar Games lanzó en su web un nuevo anuncio, detallando el sistema de honor que dispondrá el título, junto a dos imágenes nuevas. Un día después, Sony lanzó un tráiler sobre su contenido de acceso anticipado. Ese mismo día, Rockstar Games mostró en su página una sección de agradecimientos, nombrando a los 3.024 empleados que han contribuido con el desarrollo de Red Dead Redemption 2. Unas horas después, también hizo dos nuevos anuncios: el de su aplicación complementaria, y otro con cinco fotografías que muestran los cinco principales grupos de personas que protagonizan el título.
El 24 de octubre presentaron a tres personajes pistoleros: Black Belle, Billy Midnight y Slim Grant, en forma de arte ilustrativo. El 26 de octubre se produjo el estreno oficial de Red Dead Redemption 2. El día 30 del mismo mes se presentó el contenido y funciones que la compañía preparó en su Social Club relacionadas con este título. El día 31 fue la fecha escogida para informar de los primeros detalles acerca de su banda sonora. El 27 de noviembre se estrenó oficialmente la beta de Red Dead Online, en forma de acceso anticipado para aquellos que adquirieran la Ultimate Edition. El acceso a dicha beta se fue ampliando hasta el total de jugadores cada día de la semana, finalizando el viernes 30 de ese mes. El 29 de noviembre, se lanzó una colección de ropa basada en Arthur Morgan y creada por Barking Irons.

## Sistema de juego
Se especuló que John Marston, personaje principal de Red Dead Redemption, tuviera una aparición en Red Dead Redemption 2, debido a que en el tráiler oficial aparecía una silueta de color negro que se asemejaba a él. Esto fue confirmado tras el tráiler de Red Dead Redemption 2 que Rockstar publicó el 2 de mayo de 2018. También se especuló que Bill Williamson apareciera en el videojuego. Según se observa en el cartel del tráiler, Dutch van der Linde y Javier Escuella podrían ser otros de los personajes que aparecerán en el videojuego.
En el segundo tráiler del videojuego se reveló que su protagonista será un forajido llamado Arthur Morgan, y aparecerá la banda de Dutch van der Linde, un negocio criminal dirigido por el forajido del mismo nombre.

## Sinopsis
La sinopsis oficial que dio a conocer Rockstar fue lo siguiente:

Estados Unidos, El final de la era del Salvaje Oeste ha comenzado y las fuerzas de la ley dan caza a las últimas bandas de forajidos. Los que no se rinden o sucumben, son asesinados. Tras un asalto fallido en el pueblo de Blackwater, Arthur Morgan y la pandilla de Van der Linde se ven forzados a huir. Con agentes federales y los mejores cazarrecompensas pisando sus talones, la pandilla deberá asaltar, robar y hacerse camino a través de un Estados Unidos despiadado para poder sobrevivir. Mientras crecen las divisiones que amenazan con el fin de la pandilla Arthur debe decidir entre sus propios ideales y su lealtad a la pandilla que lo crió.

### Escenario
El mundo de Red Dead Redemption 2 abarca cinco estados ficticios de los Estados Unidos. Los estados de New Hanover, Ambarino y Lemoyne son nuevos en la serie, y se encuentran justo al norte y al este del mundo y el mapa del primer juego, mientras que los estados de New Austin y West Elizabeth regresan para su jugabilidad. El mapa está bordeado por dos grandes ríos: el San Luis y el Lannahechee, que desembocan en Flat Iron Lake.
Ambarino es un desierto de montaña, siendo su mayor asentamiento una reserva de nativos estadounidenses.
New Hanover abarca un amplio valle y colinas boscosas que cuentan con la ciudad ganadera de Valentine, el Van Horn Trading Post junto al río y la ciudad carbonífera de Annesburg.
Lemoyne se compone de pantanos y plantaciones que se asemejan al sureste de los Estados Unidos, concretamente al estado de Luisiana, siendo allí donde se ubica la ciudad sureña de Rhodes, el pueblo de Lagras, y la antigua colonia francesa de Saint Denis, análoga a Nueva Orleans.
West Elizabeth se compone de amplias llanuras, densos bosques y la moderna ciudad de Blackwater. Esta región se ha ampliado desde el Red Dead Redemption original para incluir una vasta porción del norte que contiene la pequeña ciudad de Strawberry.
Por último, New Austin es una región árida y desértica centrada en las ciudades fronterizas de Armadillo y Tumbleweed, también presentada en el juego original.
Algunas partes de New Austin y de West Elizabeth se han rediseñado para reflejar el tiempo anterior; por ejemplo, Blackwater todavía está en desarrollo, mientras que Armadillo se ha convertido en un pueblo fantasma debido a un brote de cólera.

### Personajes
El protagonista es Arthur Morgan, uno de los miembros veteranos de la banda que dirige Dutch Van der Linde, un hombre carismático que ensalza la libertad personal y denuncia la marcha invasiva de la civilización moderna. Junto a ellos, la banda esta coliderada por Hosea Matthews, el protagonista de Red Dead Redemption John Marston, su pareja sentimental Abigail Roberts y el hijo de ambos, Jack Marston. Otros miembros de la banda son Bill Williamson, Javier Escuella, Micah Bell, Charles Smith y el ama de casa reconvertida en cazarrecompensas Sadie Adler. Los actos criminales de los miembros de las pandillas los ponen en conflicto con varias fuerzas opuestas, incluido el rico magnate del petróleo Leviticus Cornwall, cuyos activos se convierten en un objetivo de pandillas. En respuesta, recluta a un equipo de agentes de la Agencia de Detectives Pinkerton, dirigida por Andrew Milton y su subordinado Edgar Ross, para perseguirles a toda costa. La banda también se encuentra con el señor del crimen italiano con sede en Saint Denis Angelo Bronte, el controvertido gobernante de Guarma, Alberto Fussar, y el némesis de Dutch, Colm O'Driscoll, líder de la banda rival. A lo largo de sus viajes, los hombres y mujeres de la banda de Dutch se enreda con las familias Gray y Braithwaite, dos familias en guerra que se rumorea que acaparan el oro de la Guerra Civil. La afiliación con ambas familias se lleva a cabo principalmente a través de Leigh Gray, el sheriff de Rhodes y Catherine Braithwaite, la matriarca de la familia Braithwaite. Más adelante, Arthur ayuda a Lluvia Repentina y a su hijo Águila Voladora, ambos miembros de la tribu nativa estadounidense Wapiti, cuya tierra está siendo atacada por el ejército.

### Resumen de la trama
Dutch van der Linde y su banda en mayo de 1899 logran llegar hasta el pueblo minero abandonado de Colter entre una tormenta de nieve para perder a las autoridades que los persiguen tras un violento asalto a un ferry que salió mal en Blackwater, una ciudad en plena modernización, donde mueren dos miembros y desaparecen otros dos al tratar de escapar. Mientras el grupo comienza a reagruparse, al mismo tiempo que se preparan para una eventual confrontación con la Agencia Nacional de Detectives Pinkerton y otros cuerpos de seguridad que los persiguen, Dutch, Micah Bell y el protagonista de esta historia, Arthur Morgan, llegan a una granja en la que aparentemente se celebraba una fiesta. Sin embargo, la situación se torna peligrosa al descubrir que los habitantes eran miembros de la banda de los O'Driscoll, una banda de forajidos que rivaliza con la banda de Dutch y es encabezada por Colm O'Driscoll, por lo que tras matarlos a todos e incursionar al interior de la granja, al entrar descubren a una mujer que estaba cautiva por los delincuentes: su nombre es Sadie Adler, cuyo esposo había sido asesinado por los O'Driscoll por lo que compadecido de su situación, Dutch le permite unirse a su grupo de forajidos. En los siguientes días Arthur realizaria diversas tareas como buscar junto a Javier Escuella a John Marston, quien se perdió en las montañas nevadas al explorar la zona y termina gravemente herido por lobos recibiendo una gran cicatriz en el rostro, o cazar ciervos con Charles Smith para reponer las provisiones de la banda. Después de esto, Dutch y sus hombres asaltan un campamento perteneciente a la banda de los O'driscoll matando a todos los presentes. Estando allí, también descubren que éstos planeaban un asalto a un tren propiedad de un magnate llamado Leviticus Cornwall, a lo cual deciden hacerse con esos planes. Allí, capturan a un miembro de la banda de los O' Driscoll, llamado Kieran Duffy, quien Dutch mantiene prisionero hasta que confiese el paradero de Colm O'Driscoll. 
Hosea Mathews, amigo de Dutch y la voz de la razón dentro de la banda, se opone a la idea de robar el tren; éste le advierte a Dutch de lo peligroso que puede resultar meterse con los activos de Cornwall ya que es un hombre muy poderoso e influyente, poseedor de importantes industrias en el país y que además tiene varios contactos de peso en el gobierno, además de ser uno de los principales fundadores y financiadores de la Agencia de Detectives Pinkerton, uno de los organismos judiciales que persiguen a los bandidos.
La opinión de Hosea también es compartida por Arthur quien no está a favor del entusiasmo de Dutch quien en su mente cree que lo hace por su banda. De cualquier manera, la banda ejecuta el asalto al tren robando una cantidad significativa de dinero en bonos empresariales de Cornwall para comenzar a preparar su escape, siendo el plan de Dutch juntar el dinero suficiente y hacer tiempo para regresar a Blackwater a por el dinero del robo al ferry, que han dejado oculto antes de su escape. Estando establecidos temporalmente cerca del pueblo ganadero de Valentine, Arthur es salvado por Kieran luego de intentar encontrar el escondite de Colm, por lo que éste le permite quedarse con la banda. Después de realizar diversos robos y trabajos con la banda y aprovechando el deshielo, Arthur se lleva al hijo de John y Abigail, Jack, a pescar en el río, pero son abordados por los agentes de los Pinkerton, Edgar Ross y Andrew Milton, que les dicen que saben que ellos fueron quienes asaltaron el tren por lo que a cambio de que les entreguen a Dutch, le ofrecen la libertad a Arthur y también dejarán en paz al resto de la banda, pero Arthur se niega y finge ya no ser parte de ésta. No obstante, Milton amenaza a Arthur con que matarán a todos los miembros de la banda así como hicieron con Mac Callander, quien fue ejecutado días después de su captura. Luego de esto, Arthur y Javier junto a un miembro no oficial de la banda llamado Josiah Trelawny encuentran a Sean Macguire, quien había desaparecido luego del robo en Blackwater, y lo rescatan de los cazarrecompensas que lo tenían cautivo. Al cabo de unos días y mientras el grupo departía unos tragos en el saloon del pueblo, Leviticus Cornwall logró localizar a Dutch y su banda llegando acompañado de varios hombres fuertemente armados quienes tomaron a John y a Leopold Strauss (el contador y prestamista de la banda), como rehenes para obligar a Dutch y al resto a entregarse por el robo a su tren. Se desata entonces un intenso tiroteo en donde logran rescatar a sus compañeros y repeler a Leviticus por el momento. En ese punto al darse cuenta del peligro en el que se encontraban, siendo descubierto su escondite, Dutch y los suyos deben emprender la huida de Valentine. Los efectos de este ataque hacen que Dutch vea horrorizado cómo la civilización y un código de leyes más severas estaban acabando con las personas como él, por lo que movido por el miedo decide cambiar su plan y ejecutar una serie de golpes a fin de reunir el dinero suficiente con el que podrían dejar esa arriesgada vida y retirarse, y es así que la banda llega al asentamiento de Rhodes en donde hay un conflicto entre las dos familias más influyentes del área, los Gray y los Braithwaite los cuales mantienen una relación muy tensa debido a que las familias se acusaban de ocultar un oro supuestamente encontrado durante la guerra civil estadounidense.
El plan de Dutch consiste ahora en hacer amistad con ambas familias realizando diversos favores a ambas y manipular a los miembros para que se pongan en contra hasta que se maten entre ellos y así apoderarse del oro pareciendo funcionar por un tiempo, con el esfuerzo de Arthur, Hosea y Sean; sin embargo son descubiertos y en una emboscada preparada por la familia Gray, Sean es asesinado. Toda la situación empeora cuando descubren que los Braithwaite por su parte secuestraron a Jack, el hijo de John y Abigail, ocasionando una violenta respuesta de los bandidos que asaltan la mansión Braithwaite asesinando a toda la familia e incendiando su mansión. Luego de esto, la matriarca de los Braithwaite, Catherine, les revela a los bandidos que vendieron a Jack a un acaudalado hombre de negocios italiano llamado Angelo Bronte que vive en Saint-Denis, una ciudad industrializada, por lo que la banda se trasladaria a una antigua plantación cercana a la ciudad que Arthur y Lenny asaltaron tiempo atrás. A su llegada a dicha ciudad, sin un plan en mente, los forajidos llegan a la casa de Bronte en busca del pequeño Jack, donde descubren que Bronte además es un poderoso jefe de la mafia. Sorprendentemente, Angelo entrega al niño sin resistirse a cambio de un trabajo y se muestra extrañamente amistoso con los bandidos afirmando que estaba de su parte y prometiendo ayudarles en un golpe a la central de tranvías de la ciudad si a cambio acuden a una fiesta organizada por él en donde les dará los detalles del golpe. Desgraciadamente cuando estaban decididos a ejecutar el plan, Kieran Duffy, el exmiembro de la banda de los O'Driscoll, fue secuestrado, torturado y brutalmente asesinado por ellos para obligarlo a revelar el nuevo escondite de la banda, por lo que tras un enfrentamiento entre ambos bandos, aquel suceso dejaría tan perturbado a Dutch que cada vez más desesperado por la falta de dinero, decide de todos modos fiarse de la información proporcionada por Bronte y asaltar la estación del tranvía de la ciudad, junto con Arthur y Lenny. Desgraciadamente el robo resulta ser una emboscada que termina en un feroz enfrentamiento con la policía local que obliga a los forajidos a huir a duras penas de la ciudad. Al deducir que Angelo los traicionó y los llevó a esa trampa, Dutch, en compañía de Bill, Javier, John y Arthur, deciden atacar su mansión, secuestrarlo y llevarlo a los pantanos cercanos en donde, luego de ser increpado por Bronte, un enfurecido Dutch decide acabar con él de una vez, primero ahogándolo y luego, lanzando su cuerpo a los pantanos. Todo esto ante el estupor de Arthur y de John quienes se quedaron impactados por la acción cometida por Dutch. Luego, éste, llevado por el desespero, decide ejecutar un atraco al mayor banco de Saint-Denis, argumentando que sería el último golpe de la banda, consiguiendo el apoyo de casi todos los miembros. Aunque al principio el golpe parece ser un éxito, debido a la inesperada aparición de los agentes de Pinkerton, Hosea es capturado y asesinado por Milton, junto con Lenny que cae a manos de los agentes. Además de esto, John resulta herido y capturado. Aunque logran obtener el dinero, la situación obliga a Dutch, Arthur, Bill, Javier y Micah a escapar como polizones en una embarcación que se dirigía a Cuba, pero desafortunadamente, una tormenta en el mar provoca que el barco sufra un naufragio, el dinero del robo se pierde en el océano y los forajidos terminan en la isla de Guarma ayudando a unos esclavos agricultores que se rebelaron contra un industrial azucarero inglés que los controla. En este tiempo Arthur percibe como Dutch va sacando a la luz su verdadera cara al continuar asesinando a sangre fría, y comienza a dudar de sus acciones para con la banda.
Después de eso los forajidos consiguen transporte para volver a Estados Unidos y se reúnen con el resto de la banda en un nuevo campamento ubicado en Lakay (luego de una pista dejada por Sadie), a lo que Dutch vuelve a pedir  que le den más tiempo ya que nuevamente se encuentra sin un plan claro. Ahí se da el detalle que esta vez, debido a la imprudencia de Bill, los Pinkerton los encuentran, lo que genera fricción dentro de la banda ante la sospecha de un posible traidor. Ante el hecho de que Dutch se niegue a rescatar a John de la cárcel por considerar que es demasiado peligroso, Sadie decide entonces organizar el plan de rescate de John de la cárcel por petición de Abigail, por lo que ella cita a Arthur en un saloon de Saint Denis para ultimar los detalles. Sin embargo, cuando está por llegar al sitio de reunión acordado, de repente Arthur comienza a sentirse mal al toser y se desmaya en la calle antes de llegar al encuentro. Cuando acude a un médico, éste le revela un diagnóstico desalentador: Arthur padece de tuberculosis, que en ese entonces era una enfermedad incurable; Arthur sospecha que contrajo la enfermedad en Valentine cuando fue a cobrar un dinero de la banda por órdenes de Leopold Strauss, contador de la banda, a un granjero gravemente enfermo llamado Thomas Downes, el cual tosió sangre que impactó en el ojo a Arthur infectando al bandido con la enfermedad. Dándose cuenta de que su final se acercaba y reflexionando lo que ha sido su vida hasta ese momento, Arthur decide en un último acto de redención, tratar de persuadir a su amigo John para que abandone a Dutch y ese estilo de vida, a lo que rescata a John de la cárcel junto con Sadie. Esto enfurece notablemente a Dutch, quien recibe a John con hostilidad; ya que afirma que no era el momento indicado para el rescate, por lo que le quita cierto liderazgo a Arthur dentro de la banda y se lo da a Micah quien alimenta el lado más paranoico y violento de Dutch. Ante ello, la banda se divide entre los que planean abandonarlo, los que aún creen en él y los que comienzan a tener sus dudas sobre su liderazgo. Finalmente la lealtad de Arthur hacia Dutch se rompe cuando, en un acto de imprudencia, éste encara y asesina al propio Leviticus Cornwall y lleva a cabo una matanza con el fin de robar unos documentos de un negocio entre Cornwall y el  Ejército Estadounidense. La ruptura entre ellos se hace más grande cuando Dutch desea desviar la atención de los Pinkerton y el Ejército hacia un conficto que sostienen los hombres del coronel Henry Favours y los hombres de la tribu Wapiti por un "descubrimiento" de petróleo en las tierras que estos últimos ocupan, por lo que Charles sugiere a Arthur visitar al jefe de los nativos, Lluvia Repentina, para poder encontrar una solución efectiva al conflicto sin poner en riesgo vidas. Pero esto no resulta y tras haber tenido suficiente, Águila Voladora, el hijo de Lluvia Repentina, lidera a su gente hasta una fábrica propiedad de Leviticus Cornwall, a lo cual Arthur decide apoyarlos junto con Dutch y sus hombres. Terminado el ataque, Arthur y Dutch extraen unos bonos de miles de dólares en una de las oficinas de la fábrica, pero los hombres del ejército los encuentran y cuando están a punto de salir, Dutch, en un acto de traición deja a Arthur a su suerte y tras estar a punto de morir este es salvado por Águila Voladora, a cambio de perder su vida, y Arthur vuelve para recriminarselo a Dutch, pero este logra quitarse las sospechas de los demás miembros al negar lo sucedido.
Ante la cercanía del último trabajo con el cual Dutch daría por finalizada la actividad de la banda, Arthur finalmente logra convencer a John de que abandone a Dutch tras este último trabajo y huya junto con su familia. Este último trabajo consistiría en robar un tren que transportaba la nómina del ejército. Aunque el asalto es exitoso, durante el golpe, John resulta herido y en un acto de completa traición, Dutch decide abandonar a su compañero afirmando posteriormente que había muerto y permite que Abigail sea arrestada por los Pinkerton después de que Micah lo alentara a huir con el dinero cuánto antes. Enfurecido ante el hecho de que Dutch fuera a permitir que el hijo de la pareja quedara huérfano, Arthur decide encarar a Dutch, pero al ver su frialdad, decide rescatar a Abigail por su cuenta, contando únicamente con el apoyo de Sadie, por lo que ambos se dirigen a Van Horn y se enfrentan a los Pinkerton, quienes capturan a Sadie y obligan a Arthur a rescatarla de sus captores, lo que culmina en un frenético enfrentamiento con el agente Milton, quien le revela a Arthur la identidad del traidor: Micah Bell, el cual había estado informando a los agentes de los movimientos de la banda desde su regreso a los Estados Unidos.
Arthur se debilita debido a su enfermedad y está a punto de morir a manos del agente cuando en el último segundo, Abigail lo salva, acabando con la vida de Milton. Una vez pone a salvo a Abigail y a Sadie, en una emotiva despedida, el moribundo forajido decide de una vez por todas encarar a Dutch y a Micah, por lo que realiza su última cabalgata hacia el campamento mientras recuerda todas las acciones que realizó en el transcurso de la historia. Cuando los encuentra se produce un momento de máxima tensión cuando Arthur revela que Micah era el traidor, pero éste se las arregla para librarse de la responsabilidad negando las acusaciones delante del resto del grupo, sin embargo en ese mismo momento, John quien sobrevivió a duras penas del asalto al tren, reaparece revelándole a todos que Dutch lo abandonó lo que finalmente termina en la separación definitiva de la banda. Justamente en ese momento, los Pinkerton los encuentran, ocasionando un tiroteo que hace que todos se dispersen; Bill Williamson y Javier Escuella consiguen escapar por su cuenta pero John y Arthur huyen al interior de unas cavernas. Aquí, dependiendo de una decisión y del nivel de honor obtenido por el jugador, el final de la misión cambia. De cualquier forma, Arthur muere, ya sea debilitado por su enfermedad o asesinado por Micah, no sin antes asegurarse de que John y su familia pudieran escapar.
Ocho años después, siguiendo el consejo de Arthur y buscando mantener su promesa, John trata de ganarse la vida como ayudante en un rancho de West Elizabeth, época de paz que duró poco porque tras algunas situaciones del rancho con una nueva banda de delincuentes sanguinarios John tuvo que luchar una vez más para salvar al rancho, para disgusto de Abigail, quien decide abandonar a John y llevarse a Jack con ella, tras esta acción; John se decide a demostrarle a Abigail su nuevo estilo de vida y que cambiará su vida de forajido a una de un hombre de bien con un hogar seguro para su familia. De cualquier forma y con mucho esfuerzo, John consigue el aval para hacerse con unas tierras en Beecher's Hope para comenzar a construir su propio rancho apoyado por viejos miembros de la banda de Dutch como Uncle, Charles y la aparición de Sadie, quien apoya económicamente a John a pagar su rancho. Cuando Abigail se entera de las acciones de Marston y de cómo cambió para bien, finalmente decide volver al lado de John quien está dispuesto a demostrarle que será un excelente esposo para ella y un gran padre para su hijo.
Sin embargo el pasado siempre regresa y Sadie al final informa a John sobre la ubicación del paradero de Micah Bell, el responsable de haber causado de manera directa/indirecta la muerte de Arthur así como la destrucción de la banda por sus acciones. Aún yendo contra los deseos de Abigail, John está decidido a terminar este asunto pendiente de una vez por todas, ya que en sus palabras, "sin Arthur no tendrían nada de lo que tienen", marchándose junto con Sadie y Charles a la región montañosa de Strawberry en donde se le vio a Micah por última vez. Ascendiendo hasta la parte más alta de Mount Hagen, John finalmente tiene un último enfrentamiento con Micah y su banda, en donde Sadie resulta herida y es tomada como rehén. Para sorpresa de ambos, Dutch aparece ante John saliendo de una cabaña cercana apuntándole con un arma, dándose a entender que ha estado trabajando con Micah durante este tiempo. En ese momento de máxima tensión, cuando todos se apuntan con sus armas, de manera inesperada, Dutch dispara a Micah, momento que John aprovecha para rematarlo. Sin decir nada, Dutch abandona a John y a Sadie. John ingresa al interior de la cabaña donde Dutch se encontraba y descubren que allí se encontraba el alijo con el dinero del robo de Blackwater el cual se pensaba que se había perdido y que Micah afirmó haber recuperado antes de morir. Con ese dinero, John paga el préstamo al banco para comprar la propiedad de su rancho y finalmente se establecería en Beecher's Hope, proponiéndole matrimonio a Abigail y casándose ambos.
La feliz pareja podrá finalmente establecerse en el rancho y vivir sus vidas normalmente, mientras que se despiden de Sadie y Charles quienes decidieron seguir adelante con sus vidas. Sin embargo sin que ninguno lo supiera, Edgar Ross y su ayudante Archer Fordham que ahora trabajan para la recién nacida Oficina Federal de Investigación se dispondrían a rastrear a John recabando información y pistas sobre su paradero tras la muerte de Micah, encontrando al exforajido finalmente en Beecher's Hope dando así comienzo a los eventos de Red Dead Redemption cuatro años después.

## Lanzamiento
El videojuego fue anunciado oficialmente el 18 de octubre de 2016, y tenía planeado ser lanzado en otoño de 2017 para Xbox One y PlayStation 4, pero finalmente, en mayo de 2017, Rockstar anunció que el estreno se retrasaría hasta la primavera de 2018. Tras anunciar el videojuego para PlayStation y Xbox, los usuarios enviaron una petición a Rockstar para que el videojuego esté disponible para Microsoft Windows. Por un acuerdo exclusivo con Sony Interactive Entertainment, el contenido principal en línea del videojuego tendrá exclusividad temporal para PlayStation 4.
En los dos primeros días, la compañía usó medios sociales para lanzar imágenes a color y la melodía sobre el videojuego. Estas imágenes del videojuego lideraron una atención considerable y alcanzaron un precio en estocaje para su distribuidor, Take-Two Interactive, cerca del seis por ciento.
El día 4 de noviembre de 2021 a través de los resultados financieros de Take Two de su trimestre del año, se informó que Red Dead Redemption 2 había superado los 39 millones de copias vendidas.

## Polémicas
Antes del lanzamiento del juego, el productor de Rockstar Dan Houser declaró que el equipo había estado trabajando más de 100 horas semanales "varias veces en 2018". Muchas fuentes interpretaron esta declaración como hora del juicio para todo el personal de desarrollo del juego, comparable a acusaciones similares hechas por esposas de empleados de Rockstar San Diego con respecto al desarrollo del predecesor del juego. Al día siguiente de este comentario, Rockstar aclaró en una declaración que la duración del trabajo mencionada por Houser sólo había afectado al equipo de guionistas del videojuego, y que había sido algo puntual durante tres semanas durante todo el desarrollo. Houser también agregó que la compañía nunca esperaría u obligaría a ningún empleado a trabajar durante el tiempo indicado, y que los que se quedaban hasta tarde en los estudios de desarrollo estaban motivados por su pasión por el proyecto.
Otros empleados de Rockstar argumentaron que las declaraciones de Houser no daban una imagen precisa de la "cultura del tiempo de crisis" en la empresa en la que trabajaban muchos de sus empleados, que incluían horas extras "obligatorias" y años de duración períodos de crisis. Debido a la naturaleza salarial de los contratos de trabajo, muchos empleados no fueron compensados por su trabajo de horas extra y en su lugar dependían de los pagos de bonificaciones de fin de año, lo que dependía del rendimiento de ventas del juego. Sin embargo, un sentimiento que se hizo eco en muchas declaraciones de los empleados fue la observación de que las condiciones de trabajo habían mejorado algo desde el desarrollo de Red Dead Redemption original.
En noviembre de 2018, el youtuber Shirrako publicó varios vídeos de su personaje jugador asesinando a una NPC sufragista femenina, incluida la alimentación de un cocodrilo y arrojándola por un pozo. En respuesta, YouTube suspendió el canal por violación de las pautas de su comunidad, citando su naturaleza gráfica con fines de shock y para promover la violencia. El público, incluidos otros canales, protestaron por la decisión. Por el contrario, el canal también había publicado vídeos adicionales de acciones similares a otros personajes no jugables, como los del Ku Klux Klan. YouTube restauró el canal y designó una restricción de edad para sus vídeos, comentando que "el revisor será educado sobre este resultado y sobre cómo evitar repetir este error".
Rockstar recibió un aviso de cese y desistimiento de Securitas AB, la empresa matriz de la moderna Agencia Nacional de Detectives Pinkerton. Securitas afirmó que el videojuego usaba el nombre y los derechos de imagen de la agencia Pinkerton en contra de su criterio, por lo que exigieron regalías por cada copia del juego vendido, tomándose acciones legales en caso contrario. Rockstar presentó una queja contra Securitas en enero de 2019, afirmando que el nombre de Pinkerton estaba fuertemente asociado con el Salvaje Oeste, y su uso del término no infringió la marca registrada de Pinkerton. Rockstar buscó un juicio sumario para declarar el uso de Pinkerton en el juego como un uso justo permitido. En abril de 2019, se acordó un acuerdo no revelado, y Securitas posteriormente retiró la demanda.
El 20 de septiembre del 2022 el juego abandonó el nuevo servicio de PlayStation, PS Plus Premium, mientras que al mismo tiempo llegaban otros 17 juegos importantes (entre ellos clásicos y nostálgicos) al servicio, aunque ya se sabía que iba a pasar generó malestar entre los jugadores que aprovecharon al máximo las horas mientras el juego estaba en el servicio.

## Premios y reconocimientos
| Año  | Premio                  | Categoría               | Resultado | Ref.   |
| ---- | ----------------------- | ----------------------- | --------- | ------ |
| 2016 | The Game Awards         | Mejor juego anticipado  | Nominado  | [ 66 ] |
| 2017 | Premios Golden Joystick | Videojuego más esperado | Nominado  | [ 67 ] |
| 2020 | Steam Awards            | Videojuego del Año      | Ganador   | [ 68 ] |